# Communauté de communes La Chaîne des Tisserands
La Communauté de communes La Chaîne des Tisserands était une communauté de communes française, située dans le département de l'Isère et la région Rhône-Alpes.
La communauté de communes fusionne avec la Communauté de communes de la Vallée de la Bourbre et la commune de Saint-Ondras au 1er janvier 2014 pour former la "nouvelle" Communauté de communes Bourbre-Tisserands.

## Composition
Elle était composée des 4 communes suivantes :
| Nom                 | Code Insee | Gentilé        | Superficie (km2) | Population (dernière pop. légale) | Densité (hab./km2) |
| ------------------- | ---------- | -------------- | ---------------- | --------------------------------- | ------------------ |
| Les Abrets (siège)  | 38001      | Abrésiens      | 6,89             | 3 644 (2013)                      | 529                |
| La Bâtie-Montgascon | 38029      | Batiolans      | 8,43             | 1 876 (2014)                      | 223                |
| Fitilieu            | 38165      | Fitiliards     | 10,01            | 1 844 (2013)                      | 184                |
| Saint-André-le-Gaz  | 38357      | Saint-Andréens | 8,89             | 2 751 (2014)                      | 309                |

## Compétences

### A. Aménagement de l'espace
- Acquisitions et constitutions de réserves foncières destinées aux compétences communautaires conformément aux possibilités offertes par l’article L 300-1 du Code de l’urbanisme
- Concertation en matière d’urbanisme. L’élaboration des POS et les autorisations de construire restent de la compétence des communes
- Schéma directeur et schéma de secteur
- Numérisation du cadastre

### B. Développement économique
- Aménagement, entretien et gestion de zones d'activité industrielle, commerciale, tertiaire, artisanale ou touristique qui sont d'intérêt communautaire : 
  - ZA de Netrin aux Abrets
  - ZA de l’Étang de Charles à Fitilieu
  - ZA d’Evrieu à La Bâtie-Montgascon
  - ZA des Châtaigniers à Saint-André-le-Gaz

et toutes zones d’activité futures 
- Actions de développement économique d'intérêt communautaire : toutes les actions pour le maintien et le développement économique sont de la compétence de la communauté, y compris le soutien au commerce de proximité

### C.  Équipements culturels et scolaires d'intérêt communautaire
- Informatisation des bibliothèques
- Informatique scolaire

### D. Voirie d'intérêt communautaire
- Création, aménagement de voiries d’intérêt communautaire
- Entretien des chaussées de voies communales existantes dotées d’un revêtement bitumineux

Sont de compétence intercommunale les travaux d’investissement (création, rectification, renforcement) concernant l’emprise de la voie ; et les travaux d’entretien des chaussées revêtues, y compris le point à temps)
Toutes les voies communales sont d’intérêt communautaire

### E. Politique du logement social d'intérêt communautaire
- « La compétence Logement, c'est-à-dire l’élaboration du PLH, la création et l’animation d’un CLH, les OPAH, et la réalisation et/ ou le financement d’opérations de logement à destination locative sur le territoire sont de la compétence communautaire…. »
- Création, aménagement, entretien et gestion d’aires d’accueil des gens du voyage

### F. Environnement
- Collecte et traitement des ordures ménagères
- « Études préalables, création et gestion des Espaces naturels sensibles »
- « Création, aménagement, promotion et exploitation des sentiers de randonnée  gérées par la Communauté de communes »

### G. Tourisme, Culture, Social
- Information touristique d’intérêt communautaire
- Animation culturelle
- animation jeunesse : gestion et mise en œuvre du « Contrat enfance jeunesse »

## Historique
La Communauté de communes La Chaîne des Tisserands a été créé au 1er janvier 2001, à l'initiative des maires de Fitilieu et des Abrets d'alors, Gérard Martinelli et Jean-Paul Gau.
Elle remplace deux syndicats intercommunaux, le SIVOM des Abrets (ou Sivom du Gua) qui regroupait les communes des Abrets, Fitilieu et Saint-André-le-Gaz, et le SIVU d'Evrieu La Rivoire, à vocation économique qui regroupe les communes de La Bâtie-Montgascon et Corbelin. Elle tient son nom de la tradition textile commune à toutes les localités appartenant à la CCCT, et notamment valorisée au Musée du Tisserand dauphinois de La Bâtie-Montgascon. Le terme "Chaîne" est un jeu de mots sur la chaîne des montagnes toutes proches, la chaîne dans le sens d'union et la chaîne qui, avec la trame, sont des termes de tissage.
Au 1er janvier 2013, la commune de Corbelin rejoint la communauté de communes du Pays des Couleurs.
La communauté de communes fusionne avec la Communauté de communes de la Vallée de la Bourbre et la commune de Saint-Ondras au 1er janvier 2014 pour former la "nouvelle" Communauté de communes Bourbre-Tisserands.

## Sources
- Le SPLAF